# Caledonia-Klasse
Die Caledonia-Klasse war eine Klasse von neun 120-Kanonen-Linienschiffen 1. Ranges der britischen Marine, die von Sir William Rule entworfen wurde und von 1808 bis 1918 in Dienst stand.
Ursprünglich wurde ein zehntes Schiff (HMS Royal Frederick) geordert, welche 1833 als HMS Queen und nach einem anderen Entwurf gebaut vom Stapel lief.

## Varianten
Die Bewaffnung der ersten drei Schiffe dieser Klasse blieb gleich, mit Ausnahme einer Feuerkrafterhöhung, indem sechs 18-Pfünder statt nur zwei auf dem Poopdeck installiert wurden.
Die Bewaffnung des vierten Schiffes, der HMS Royal George, wurde signifikant verändert:
Zwei der 32-Pfünder auf dem unteren Kanonendeck wurden durch zwei 68-Pfund-Karronaden ersetzt und alle Kanonen auf dem mittleren und oberen Kanonendeck wurden mit derselben Anzahl an 32-Pfünder ausgetauscht. Vier der ursprünglich sechs 12-Pfünder auf dem Quarterdeck wurden ebenfalls zu 32-Pfündern und die übrigen zwei wurden zu 18-Pfündern verbessert. Dagegen wurden zwei 12-Pfünder auf dem Vorschiff sowie die Karronaden auf dem Poopdeck entfernt.
Die übrigen fünf Schiffe wurden als eine etwas verbreiterte Version gebaut, diese Unterklasse wurde auf dieselbe Weise bewaffnet wie die letzte Standardversion, die HMS Royal George. Außer der HMS Caledonia selbst wurden alle anderen Schiffe zu dampfgetriebenen Kriegsschiffen mit Schraubenantrieb umgerüstet.
| Decks               | Bewaffnung der ersten drei Schiffe         | Bewaffnung der übrigen sechs Schiffe       |
| ------------------- | ------------------------------------------ | ------------------------------------------ |
| unteres Kanondeck   | 32 × 32-Pfünder                            | 30 × 32-Pfünder, 2 × 68-Pfünder Karronaden |
| mittleres Kanondeck | 34 × 24-Pfünder                            | 34 × 32-Pfünder                            |
| oberes Kanonendeck  | 34 × 18-Pfünder                            | 34 × 32-Pfünder                            |
| Quarterdeck         | 6 × 12-Pfünder, 10 × 32-Pfünder Karronaden | 2 × 18-Pfünder, 14 × 32-Pfünder Karronaden |
| Vorschiff           | 2 × 12-Pfünder, 2 × 32-Pfünder Karronaden  | 2 × 32-Pfünder Karronaden                  |
| Poopdeck            | 2 × 18-Pfünder Karronaden                  |                                            |

## Einheiten

### Standardgruppe
| Name          | Bauwerft                    | Bestellung       | Kiellegung    | Stapellauf       | Fertigstellung     | Indienststellung | Verbleib        |
| ------------- | --------------------------- | ---------------- | ------------- | ---------------- | ------------------ | ---------------- | --------------- |
| Caledonia     | Plymouth Dockyard, Plymouth | 6. November 1794 | Januar 1805   | 25. Juni 1808    | 23. September 1808 | August 1808      | 1875 abgewrackt |
| Britannia     | Plymouth Dockyard, Plymouth | 6. Januar 1812   | Dezember 1813 | 20. Oktober 1820 | 20. Dezember 1820  | 4. Oktober 1823  | 1869 abgewrackt |
| Prince Regent | Chatham Dockyard, Chatham   | 6. Januar 1812   | 17. Juli 1815 | 12. April 1823   | 3. September 1823  | 6. Dezember 1822 | 1873 abgewrackt |

### Modifizierter Entwurf
| Name         | Bauwerft                  | Bestellung   | Kiellegung | Stapellauf         | Fertigstellung   | Indienststellung | Verbleib                                                              |
| ------------ | ------------------------- | ------------ | ---------- | ------------------ | ---------------- | ---------------- | --------------------------------------------------------------------- |
| Royal George | Chatham Dockyard, Chatham | 2. Juni 1819 | Juni 1823  | 22. September 1827 | 3. Dezember 1827 | 20. Oktober 1853 | Ab 1852–53 umbau zum Schraubenlinienschiff, 1875 zum Abbruch verkauft |

### Verbreiterte Entwurf
| Name          | Bauwerft                         | Bestellung        | Kiellegung    | Stapellauf         | Fertigstellung | Indienststellung | Verbleib       |
| ------------- | -------------------------------- | ----------------- | ------------- | ------------------ | -------------- | ---------------- | -------------- |
| Saint George  | Plymouth Dockyard, Plymouth      | 2. Juni 1819      | Mai 1827      | 27. August 1840    | Juli 1840      | 31. August 1850  | 1883 verkauft  |
| Neptune       | Portsmouth Dockyard, Portsmouth  | 12. Februar 1823  | Januar 1827   | 27. September 1832 | Dezember 1832  | 5. Dezember 1851 | 1875 verkauft  |
| Royal William | Pembroke Dockyard, Pembroke Dock | 30. Dezember 1823 | Oktober 1825  | 2. April 1833      | 1834           | 16. Februar 1852 | 1899 verbrannt |
| Waterloo      | Chatham Dockyard, Chatham        | 5. Oktober 1824   | März 1827     | 18. Juni 1833      | Dezember 1851  | 5. August 1851   | 1918 verbrannt |
| Trafalgar     | Woolwich Dockyard, Woolwich      | 22. Februar 1825  | Dezember 1829 | 21. Juni 1841      | 22. Juni 1841  | 30. Januar 1845  | 1906 verkauft  |